# Bakken Bears
Bakken Bears er en dansk basketballklub, som er hjemmehørende i Aarhus. Bakken Bears er Danmarks mest vindende basketballklub nogensinde med 22 danmarksmesterskaber og 14 pokaltitler. Klubben har vundet de seneste 8 danske mesterskaber. Den aarhusianske klub har desuden i de seneste sæsoner haft succes på den europæiske scene.
Klubben formåede i 2017/18-sæsonen som det første nordiske hold nogensinde at spille sig helt frem til semifinalerne i FIBA Europe Cup (en) og de gentog succesen i 2019/20 (ikke afviklet pga Covid-19) og i 2021/22. Klubbens amerikanske spiller DeVaughn Akoon-Purcell (en) blev kåret som årets bedste spiller i den europæiske turnering i 2017/18.
Bakken Bears kvalificerede sig i 2022/23-sæsonen for tredje gang til Basketball Champions League (en) ved at vinde kvalifikationsgruppen med tre hold fra den allerøverste hylde i Europa: Rio Breogan fra Spanien, Opava fra Tjekkiet, og de serbiske sølvmedaljevindere FMP Meridian.

## Klubbens historie
Bakken Bears blev stiftet tilbage i 1953 under navnet Aarhus Basketball Forening, og i 1962 blev klubben til Skovbakken Basketball, inden den inden sæsonen 1998-99 skiftede til det nuværende navn. Klubben vandt sit første mesterskab i 1958, og særligt efter at være blevet til Bakken Bears er klubben blevet det mest succesrige hold i Danmark. Som Bakken Bears har holdet været i samtlige DM-finaler siden 1997, bortset fra 2001-02, og 21 af klubbens 22 mesterskaber er vundet i den periode.

## Resultater

### Danmarksmesterskabet
- DM-guld (22 gange): 1957/58, 1996/97, 1998/99, 1999/00, 2000/01, 2003/04, 2004/05, 2006/07, 2007/08, 2008/09, 2010/11, 2011/12, 2012/13, 2013/14, 2016/17, 2017/2018, 2018/2019, 2019/2020, 2020/2021, 2021/2022, 2022/23, 2023/24

- DM-sølv (10 gange): 1958/59, 1962/63, 1964/65, 1989/90, 1997/98, 2002/03, 2005/2006, 2009/2010, 2014/2015, 2015/2016

- DM-bronze (4 gange): 1961/62, 1963/64, 1979/80, 2001/02

- Vinder af grundspil (18 gange): 1996/97, 1998/99, 1999/00, 2000/01, 2003/04, 2004/05, 2005/2006, 2006/07, 2007/08, 2008/09, 2011/12, 2013/14, 2014/15, 2018/19, 2019/20, 2020/21, 2021/22, 2023/24

### Pokalturnering
- Guld (14 gange): 1999/00, 2000/01, 2003/04, 2004/05, 2006/07, 2008/09, 2009/10, 2010/11, 2012/13, 2015/16, 2017/18, 2019/20, 2020/21, 2022/23

- Sølv (9 gange): 1979/80, 1995/96, 2002/03, 2005/06, 2011/12, 2013/14, 2021/22, 2023/24, 2024/25

- Pokalfighter: Jonas Buur (1995/96, 2000/01), Eric Bell (1999/00, 2002/03), Chris Christoffersen (2004/05), Michael Niebling (2006/07), Torre Johnson (2009/10), Chris Nielsen (2010/11, 2011/12), Morten Sahlertz (2012/13), Shawn Glover (2015/16), Michel Diouf (2019/20), Deshawn Stephens (2020/21), Darko Jukic (2022/23).

## Førsteholdstruppen

### Spillertruppen 2022/2023-sæsonen
| ' | Danmark | Andreas Holst     |
| ' | USA     | Skyler Flatten    |
| ' | USA     | Ryan Evans        |
| ' | Danmark | Malte Bjerregaard |
| ' | Danmark | Noah Churchill    |
| ' | Danmark | Darko Jukic       |
| ' | Danmark | Marcus Vinther    |
| ' | USA     | Elijah Childs     |
| ' | Senegal | Michel Diouf      |
| ' | USA     | Skyler Bowlin     |
| ' | Danmark | Morten Sahlertz   |
| ' | Danmark | Silas Oriane      |
| ' | Danmark | Magnus Høj        |
| ' | Danmark | Gustav knudsen    |

| ' | Danmark  | Anders Sommer (Head coach)       |
| ' | Tyskland | Florian Wedell (Assistant coach) |
| ' | Danmark  | Jakob Freil (Technical coach)    |

Truppen ifølge klubbens hjemmeside.

### Årets spiller
- Mladen Mitic (1989/90), Eric Bell (1999/00, 2002/03), Jonas Buur (2000/01), Eric Bell (2002/2003), DeVaughn Akoon-Purcell (2016/17), Ryan Evans (2018/19), QJ Peterson (2020/21)

### Årets coach
- Peter Torpet/Ole Dreyer (1989/90), Steffen Wich (1995/96, 2000/01), Geof Kotila (2004/05), Israel Martin (2015/16), Anders Sommer (2021/22)

### Årets forsvarsspiller
- Michel Diouf (2015/16), Michel Diouf (2017/18), Michel Diouf (2018/19), Michel Diouf (2019/20), Tylor Ongwae (2020/21), Tylor Ongwae (2021/22)

### Finals MVP
- Chris Christoffersen (2012/13, Kenny Barker (2013/14), DeVaughn Akoon-Purcell (2016/17), Jeffrey Crockett (2017/18), Tobin Carberry (2018/19), Michel Diouf (2020/21), Marvelle Harris (2021/22), Ryan Evans (2022/23), Gustav Knudsen (2023/24)